# Hiroshi Abe (astronom)
| Odkryte planetoidy: 28   | Odkryte planetoidy: 28 |
| ------------------------ | ---------------------- |
| (7097) Yatsuka           | 8 października 1993    |
| (7837) Mutsumi           | 11 października 1993   |
| (8099) Okudoiyoshimi     | 8 października 1993    |
| (8113) Matsue            | 21 kwietnia 1996       |
| (8114) Lafcadio          | 24 kwietnia 1996       |
| (8120) Kobe              | 2 listopada 1997       |
| (8725) Keiko             | 5 października 1996    |
| (9985) Akiko             | 12 maja 1996           |
| (11322) Aquamarine       | 23 sierpnia 1995       |
| (11682) Shiwaku          | 3 marca 1998           |
| (13176) Kobedaitenken    | 21 kwietnia 1996       |
| (13643) Takushi          | 21 kwietnia 1996       |
| (14535) Kazuyukihanda    | 1 września 1997        |
| (16760) Masanori         | 11 października 1996   |
| (21262) Kanba            | 24 kwietnia 1996       |
| (28340) Yukihiro         | 13 marca 1999          |
| (29431) Shijimi          | 12 kwietnia 1997       |
| (35286) Takaoakihiro     | 14 października 1996   |
| (43996) 1997 QH          | 22 sierpnia 1997       |
| (48778) Shokoyukako      | 1 września 1997        |
| (48779) Mariko           | 1 września 1997        |
| (49699) Hidetakasato     | 3 listopada 1999       |
| (58622) Setoguchi        | 2 listopada 1997       |
| (65783) 1995 UK          | 17 października 1995   |
| (90925) 1997 RK5         | 8 września 1997        |
| (120735) Ogawakiyoshi    | 7 października 1997    |
| (134402) Ieshimatoshiaki | 1 września 1997        |
| (136824) Nonamikeiko     | 8 września 1997        |
| 1. 2.                    |                        |

Hiroshi Abe (jap. 安部裕史 Abe Hiroshi; ur. 1958 w prefekturze Shimane) – japoński astronom amator.
Abe prowadzi obserwacje we własnym domu w miejscowości Matsue, w prefekturze Shimane. W latach 1993–1999 odkrył 28 planetoid (20 samodzielnie oraz 8 wspólnie z innymi astronomami).
W uznaniu jego zasług jedną z planetoid nazwano (5379) Abehiroshi.